# Worth Township (comté de Cook, Illinois)
Pour les articles homonymes, voir Worth Township.
Worth Township est un township du comté de Cook dans l'Illinois, aux États-Unis,. 